# Sint-Antoniuskapel (Sevenum)

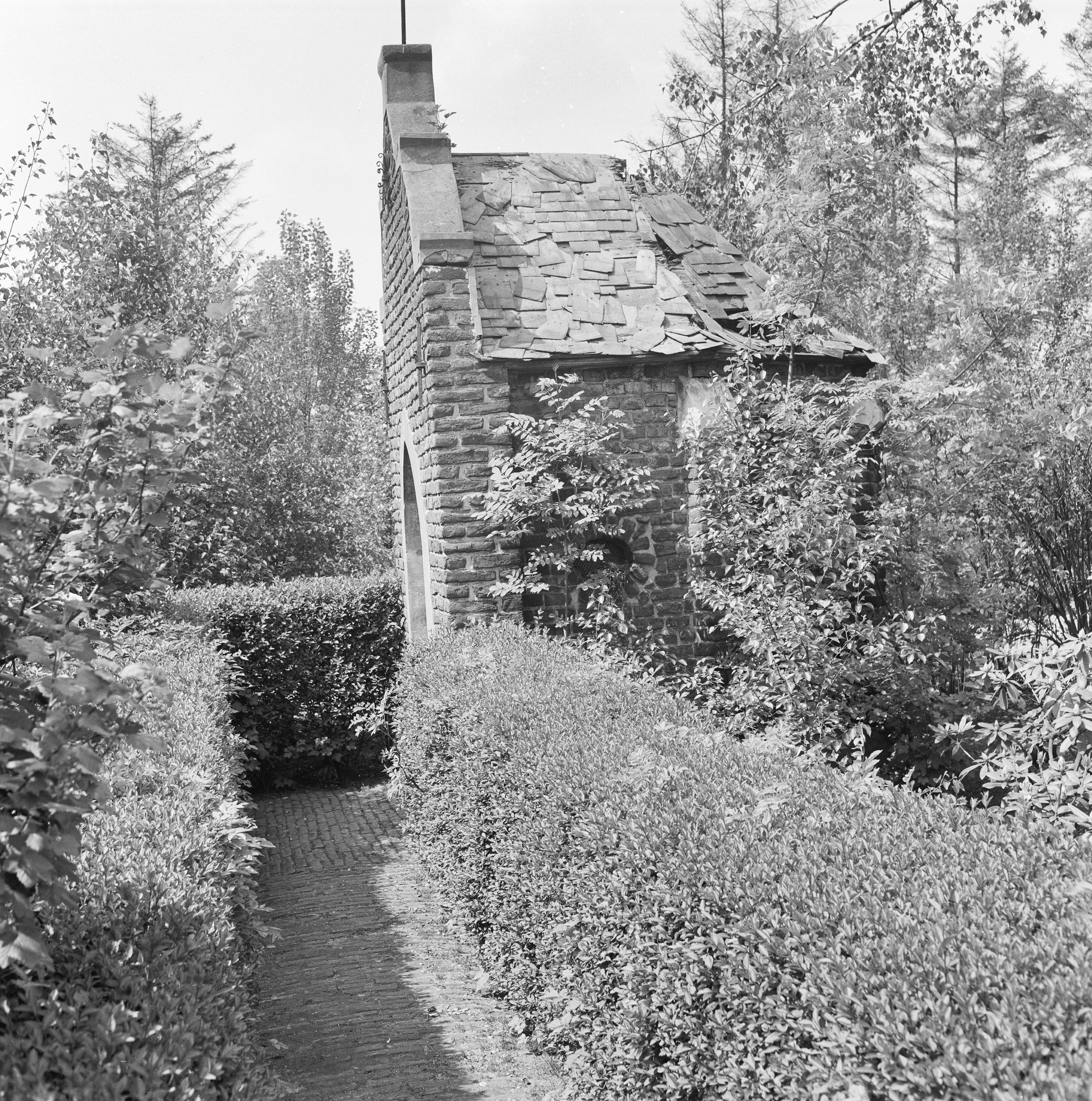
Sint-Antoniuskapel

De Sint-Antoniuskapel is een veldkapel in Sevenum in de Nederlands Noord-Limburgse gemeente Horst aan de Maas. De kapel staat aan de Steinhagenstraat aan de noordoostkant van het dorp.
De kapel is gewijd aan Antonius van Egypte en is geklasseerd als rijksmonument.

## Geschiedenis
Begin 18e eeuw werd de kapel gesticht door Hendrik Ignatius Schenck van Nijdeggen en zijn vrouw Mechtild Cnops, woonachtig op kasteel Schenkenburg.
Op 17 september 1968 werd de kapel ingeschreven in het rijksmonumentenregister.

## Gebouw
De bakstenen kapel heeft een driezijdige koorsluiting en wordt gedekt door een zadeldak van leien. Op de hoeken zijn steunberen geplaatste die bekroond worden met een wit geschilderde deksteen. In de zijgevels bevindt zich een rond venster omlijst door wit geschilderde bakstenen. De frontgevel is een gezwenkte schoudergevel met verbrede aanzet en wit geschilderde schouderstukken op de uiteindes en halverwege. Op de top is een kruis geplaatst. In de frontgevel bevindt zich de spitsboogvormige toegang met wit geschilderde omlijsting.
Van binnen is de kapel wit gestuukt. Tegen de achterbank is een houten knielbank geplaatst. In de achterwand bevindt zich een spitsboogvormige nis die wordt afgesloten met een glazen deurtje. In de nis staat een Antoniusbeeld.